# Ford Edge
La Ford Edge est un crossover de la marque américaine Ford, produit depuis octobre 2006. Il est le premier représentant du segment des crossovers dans la gamme de Ford.

## Première génération (U387; 2007)
La première génération d'Edge est présentée lors du salon de Détroit en janvier 2006. Il existe aussi chez la marque Lincoln sous le nom de MKX en version plus luxueuse.

### Niveaux de finition
Le SE comprend des sièges en tissu, climatisation manuelle monozone, chaîne stéréo AM/FM avec lecteur CD monodisque/MP3 et jantes de 17 pouces en aluminium peint.
Le SEL comprend des sièges en tissu uniques, siège conducteur à six réglages électriques, chaîne stéréo AM/FM haut de gamme avec lecteur CD à six disques/MP3 sur le tableau de bord, volant gainé de cuir avec commandes audio secondaires et jantes de 18 pouces en aluminium peint.
Le SEL Plus, connu plus tard sous le nom de Limited, comprend des sièges garnis de cuir, et éventuellement, siège du passager avant rabattable à plat et à réglage électrique, déverrouillage du dossier des sièges de deuxième rangée EasyFold, contrôle électronique et automatique de la température bi-zones, système de connectivité embarqué SYNC et jantes haut de gamme de 18 pouces en aluminium chromé. Le niveau de finition Limited a remplacé le SEL Plus en 2008.
Le niveau de finition Sport a fait ses débuts au Salon de l'auto de Chicago 2008, avec des ventes commençant en tant que modèle de 2009. Le niveau de finition comprend des garnitures en cuir avec des inserts en faux suède gris, sièges inclinables en 60/40 et rabattables à plat avec accoudoir central rabattable, déverrouillage du dossier des sièges de deuxième rangée (commercialisé sous le nom d'EasyFold), chaîne stéréo AM/FM haut de gamme avec lecteur CD à six disques/MP3 sur le tableau de bord, système de connectivité embarqué SYNC, embouts d'échappement de grand diamètre chromés, jantes haut de gamme de 20 pouces en aluminium chromé, toutes les garnitures de la même couleur que la carrosserie et roues de 22 pouces en option.

### Caractéristiques

#### Moteurs
| Type                                            | Année modèle | Puissance                      | Couple                       |
| ----------------------------------------------- | ------------ | ------------------------------ | ---------------------------- |
| V6 Duratec de 3 496 cm3 3,5 L                   | 2007-2010    | 269 ch (198 kW) à 6 250 tr/min | 339 N m à 4 500 tr/min       |
| V6 Duratec de 3 496 cm3 3,5 L                   | 2011-2014    | 289 ch (213 kW) à 6 500 tr/min | 343 N m à 4 000 tr/min       |
| V6 Duratec de 3 721 cm3 3,7 L                   | 2011-2014    | 309 ch (227 kW) à 6 250 tr/min | 380 N m à 4 500 tr/min       |
| Quatre cylindres en ligne EcoBoost de 1 999 cm3 | 2011-2014    | 243 ch (180 kW) à 5 500 tr/min | 366 N m à 1 750–4 500 tr/min |

#### Transmission
La transmission standard est une transmission automatique (6F50) à 6 vitesses.

#### Sécurité
L'équipement de sécurité comprend de série des doubles airbags frontaux, airbags avant latéraux, rideaux gonflables latéraux, freins antiblocages, contrôle de traction, contrôle électronique de la stabilité et un système de surveillance de la pression des pneus.
Notes des essais de collision de la National Highway Traffic Safety Administration (NHTSA):
- Frontal conducteur :
- Frontal passager :
- Impact latéral :
- Tonneau :

Notes des collisions de la NHTSA pour l'Edge à traction avant de 2011:
- Frontal conducteur :
- Frontal passager :
- Latéral conducteur :
- Latéral passager :
- Poteau latéral :

### Récompenses
- Le Ford Edge a été reconnue comme l'une des «Meilleures voitures pour les familles» en 2007 par AAA et Parents Magazine.
- L'Edge a obtenu la note «Meilleur choix de sécurité» de l'IIHS pour les modèles construits après janvier 2007
- Le V6 Duratec 35 de 3,5 L a été nommé l'un des «10 meilleurs moteurs» au monde par Ward.
- Le Ford Edge a été nommé «SUV urbain de l'année 2007» par On Wheels, Inc.
- L'Edge a remporté le prix APEAL 2007 de J.D. Power and Associates

### Concept HySeries
En juin 2007, Ford Canada a présenté un prototype d'Edge disposant d'une motorisation hybride combinant l'électricité et l'hydrogène qui ferait ses débuts au cours de l'année modèle 2010. 
Un concept du Ford Edge avec HySeries Drive a été présenté au salon de l'auto de Washington 2007, et le constructeur automobile a revendiqué une potentielle production future. Ce modèle dispose aussi de la technologie Plug-in Hybrid, c'est-à-dire la possibilité de brancher les batteries sur le secteur puis d'utiliser le véhicule en mode tout électrique pour une autonomie combinée de plus de 320 kilomètres. Le système HySeries a été introduit dans le concept Ford Airstream du Salon de l'auto de Detroit 2007. Mais la mise en production de cette version est aujourd'hui hypothétique.

### Lifting
Le Ford Edge mis à jour a été dévoilé au Salon de l'auto de Chicago 2010, avec une production commençant le 12 février 2010, en tant que modèle de 2011. Les changements extérieurs incluent un nouveau carénage avant, de nouvelle roues et un pare-chocs révisé, tandis que l'intérieur repensé présente des matériaux améliorés et des commandes tactiles capacitives à la place de certains boutons et commutateurs conventionnels, qui peut également être vu sur le Lincoln MKX de deuxième génération,.
Moteurs proposés pour la première génération mise à jour : un moteur quatre cylindres en ligne EcoBoost de 2,0 L, un Duratec Ti-VCT de 3,5 L développant 289 ch (213 kW) et 343 N m de couple et le modèle Sport avait le même moteur Duratec de 3,7 L que le Lincoln MKX de 2011 avec 309 ch (227 kW) et 380 N m de couple. Le turbocompresseur du nouveau moteur de 2,0 L est conçu pour 241 000 km ou 10 ans.

#### Niveaux de finition
Dans la gamme américaine : le SE comprend des sièges garnis de tissu, climatisation manuelle monozone, commandes au volant et jantes de 17 pouces en aluminium peint.
Le SEL comprend tout ce qu'il y a dans le SE plus des sièges uniques garnis de tissu, siège conducteur à six réglages électriques, commandes automatiques et électroniques de température bi-zones, volant gainé de cuir avec régulateur de vitesse, commandes à cinq positions et commandes audio secondaires, jantes de 18 pouces en aluminium peint, système de détection en marche arrière et feux de stationnement supplémentaires.
Le Limited comprend tout ce qu'il y a dans le SEL plus des sièges garnis de cuir, siège conducteur à réglage électrique en 10 directions et chauffant, système audio Sony avec radio HD avec 12 haut-parleurs dans 10 emplacements, MyFord Touch avec deux écrans LCD couleur de 10 cm configurables par le conducteur à la place des jauges et un écran LCD couleur de 20 cm dans la console centrale, Ford Sync comprenant un hub multimédia avec deux ports USB, un lecteur de carte SD et des prises d'entrée vidéo, jantes de 18 pouces en aluminium chromé avec jantes de 20 pouces en aluminium chromé en option, caméra de vision arrière et siège passager avant à six réglages électriques, chauffant et rabattable à plat. En Israël, cette finition s'appelle SEL Plus.
Les options du Limited incluent des phares à décharge à haute intensité, un système d'information sur les angles morts et régulateur de vitesse adaptatif.
Le Sport comprend le moteur V6 de 3,7 L de la Mustang avec timing variable et indépendant des deux cames, boîte automatique SelectShift à six vitesses avec activation par palettes, sièges uniques garnis de cuir noir anthracite avec inserts Silver Smoke Metallic, jante de 22 pouces en aluminium poli avec des rayons aux accents Tuxedo Black, carénages inférieurs avant et arrière couleur carrosserie, doubles embouts d'échappement ovales chromés de 10 cm et habillage inférieur latéral et moulure de bas de caisse couleur carrosserie.

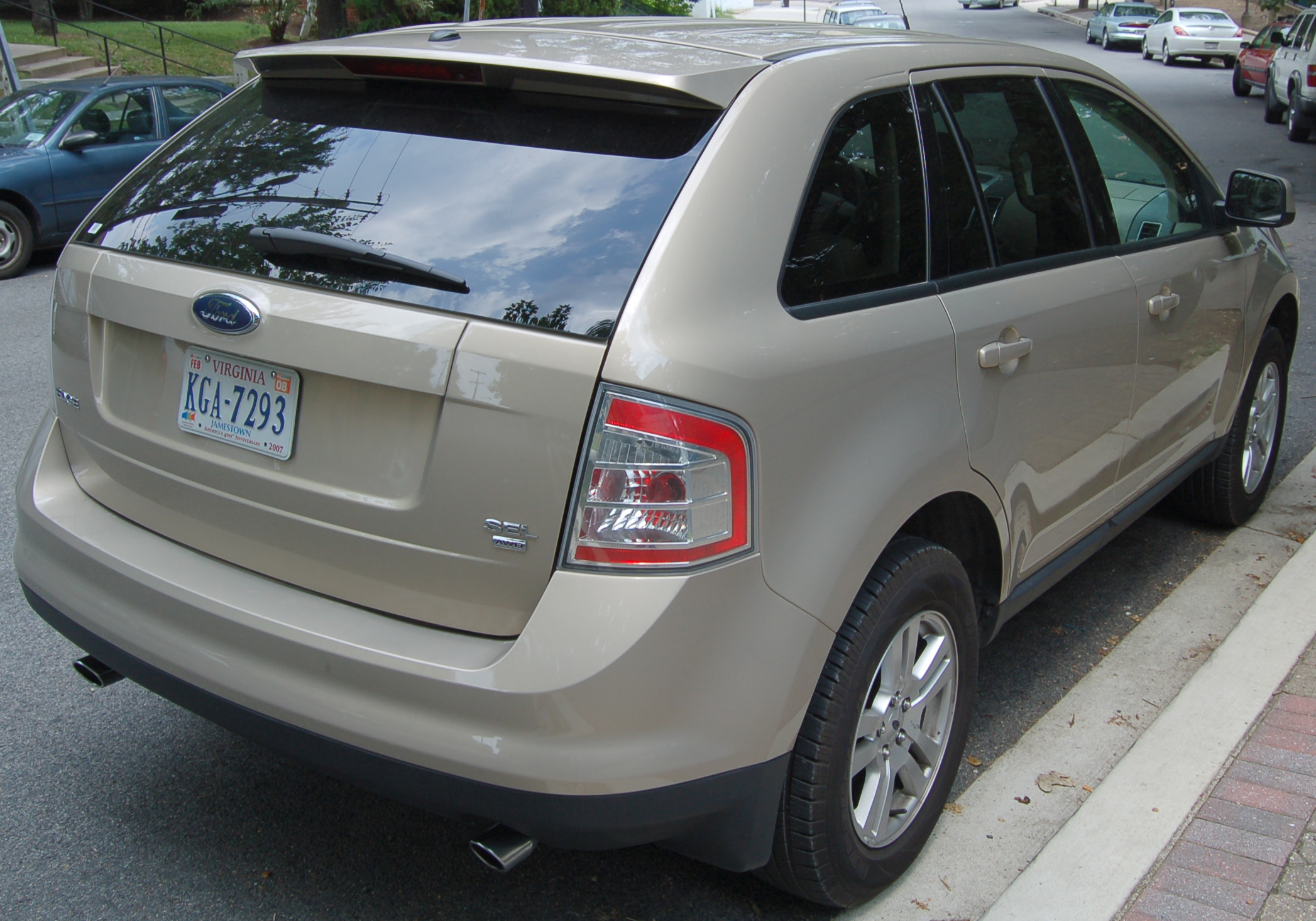
Ford Edge SEL
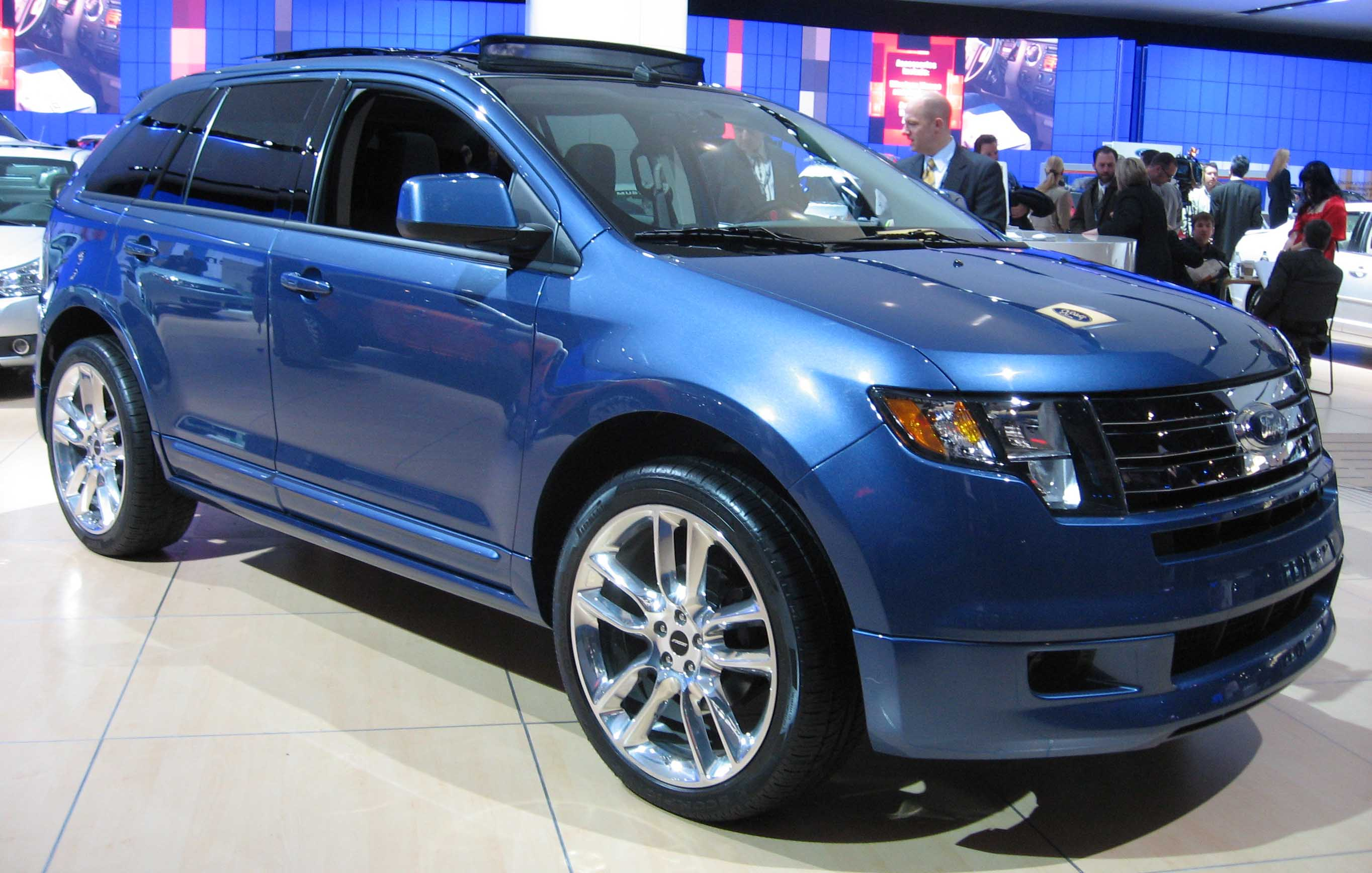
Ford Edge Sport de 2009
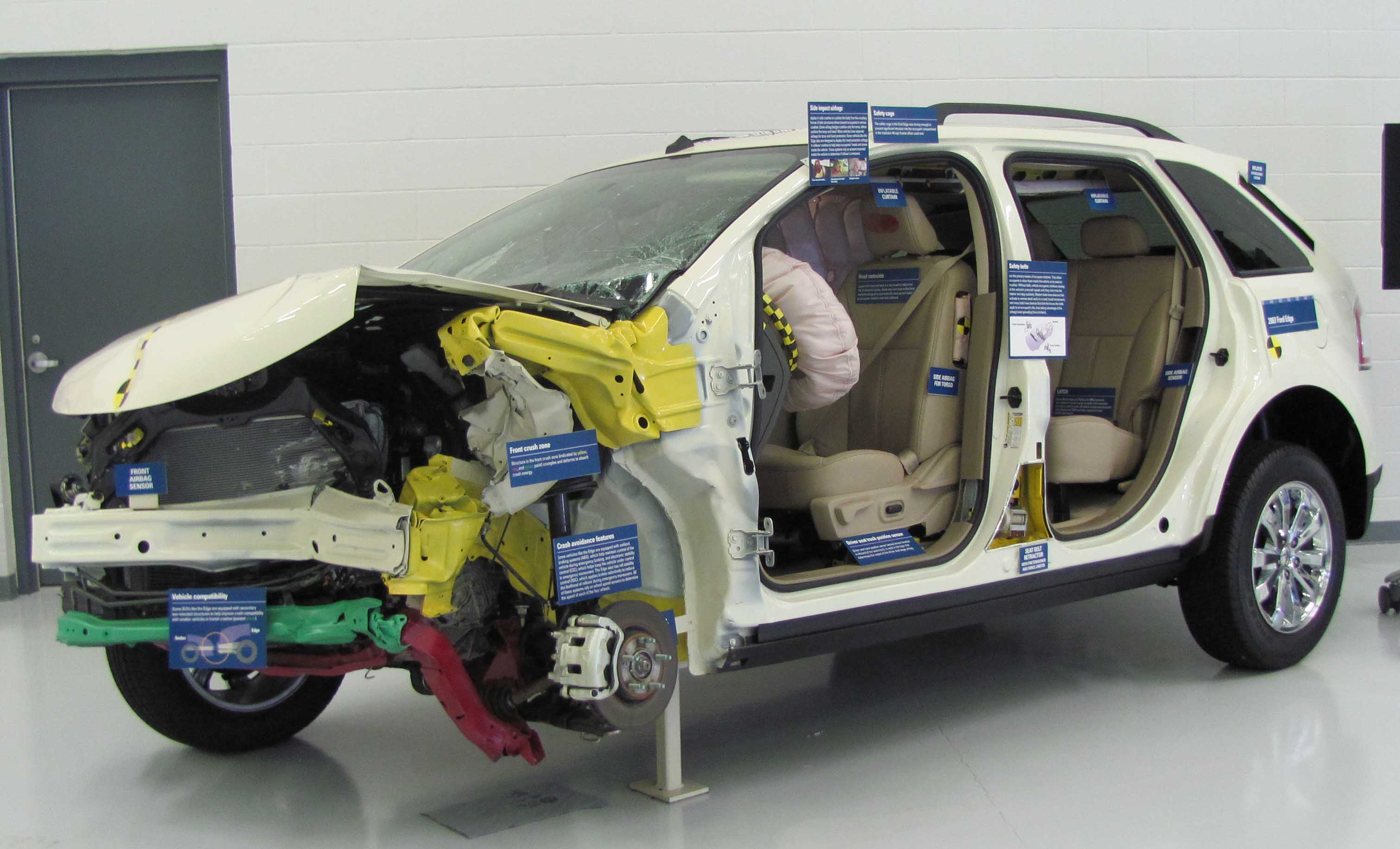
L'Insurance Institute for Highway Safety (IIHS) utilise cet Edge SEL de 2007 pour démontrer ce qu'est une voiture de crash test bien conçue en cas de collision.
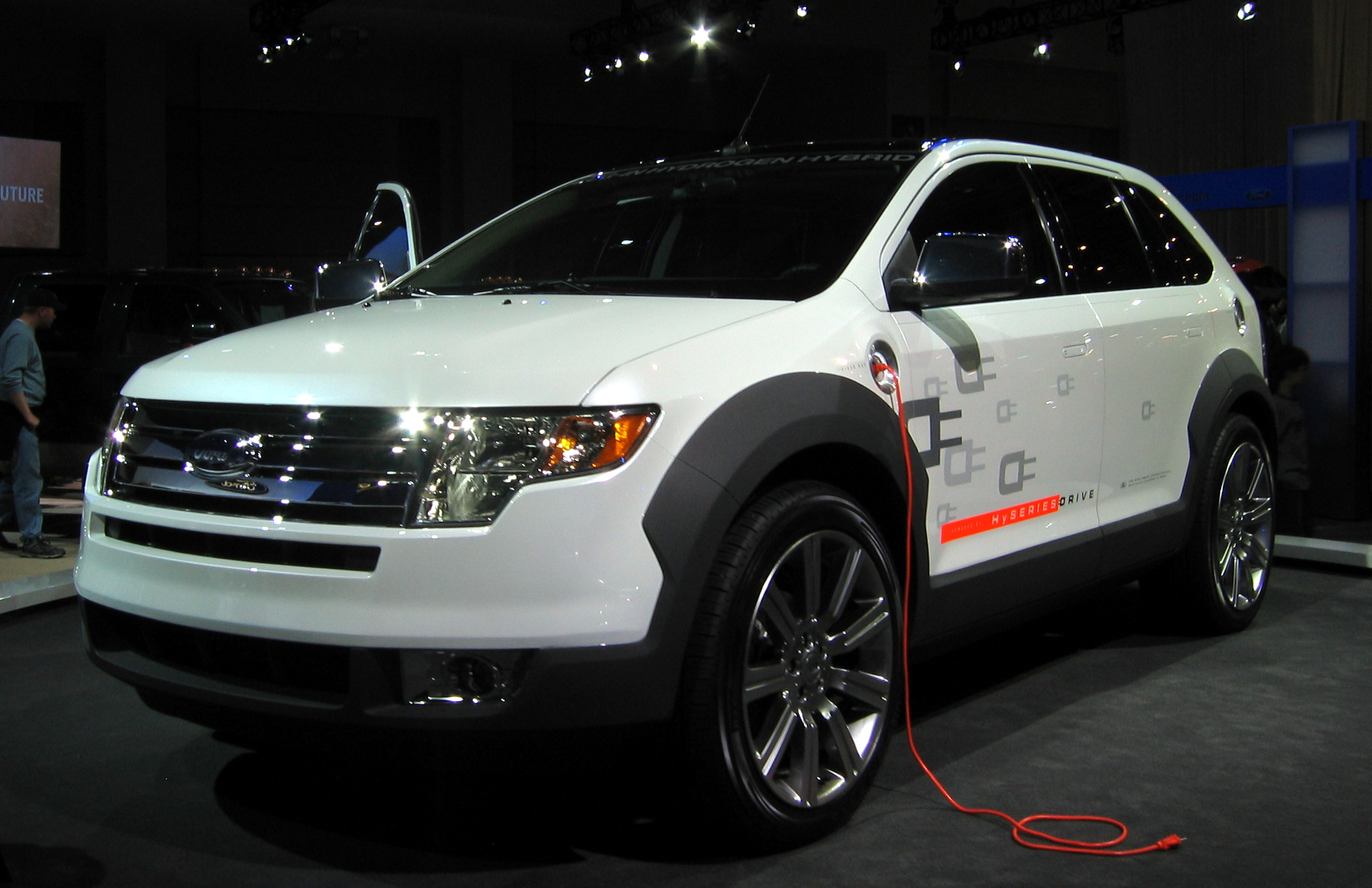
Concept du Ford Edge hybride rechargeable avec pile à combustible hydrogène et électrique
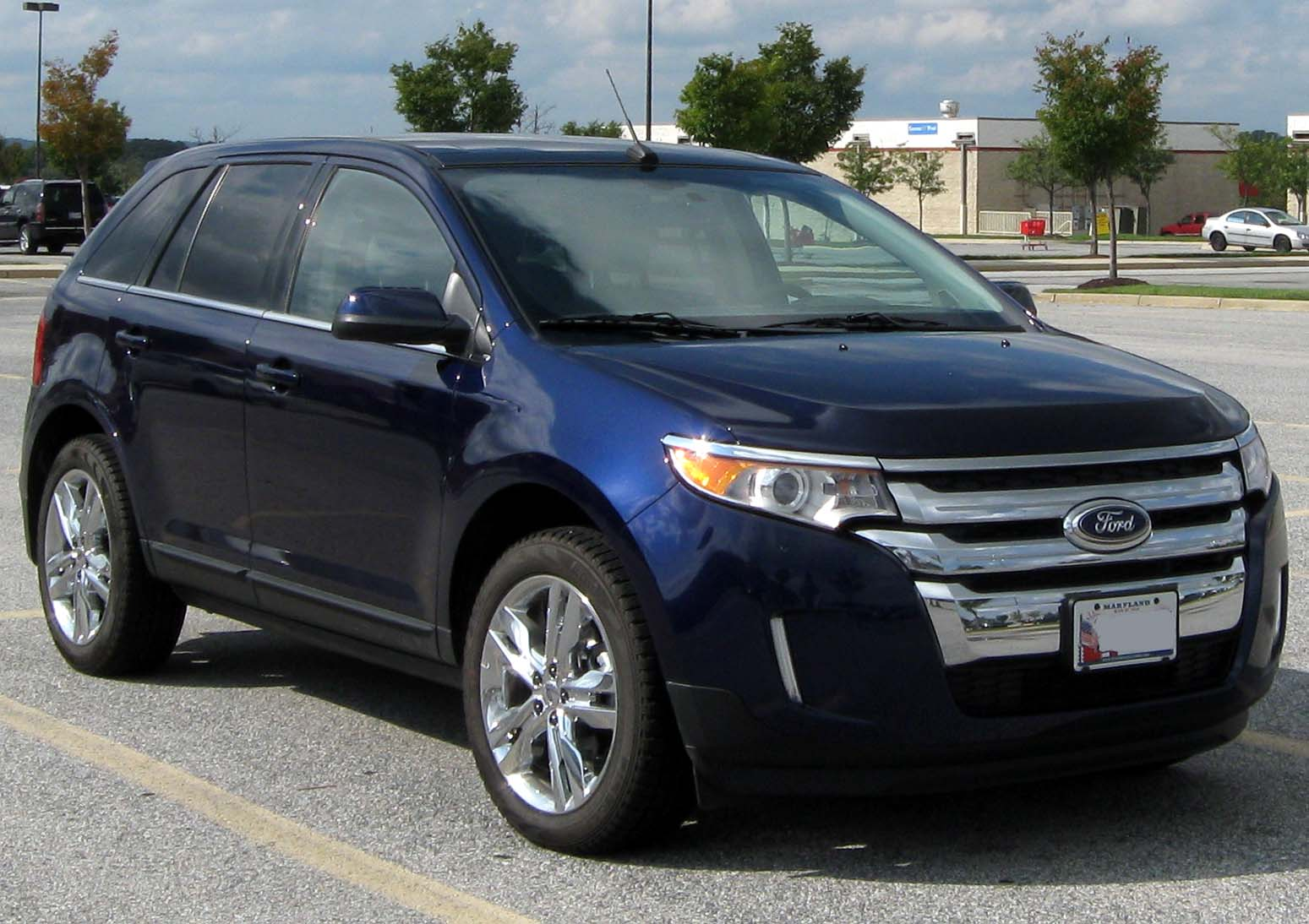
Ford Edge Limited (États-Unis; lifting)
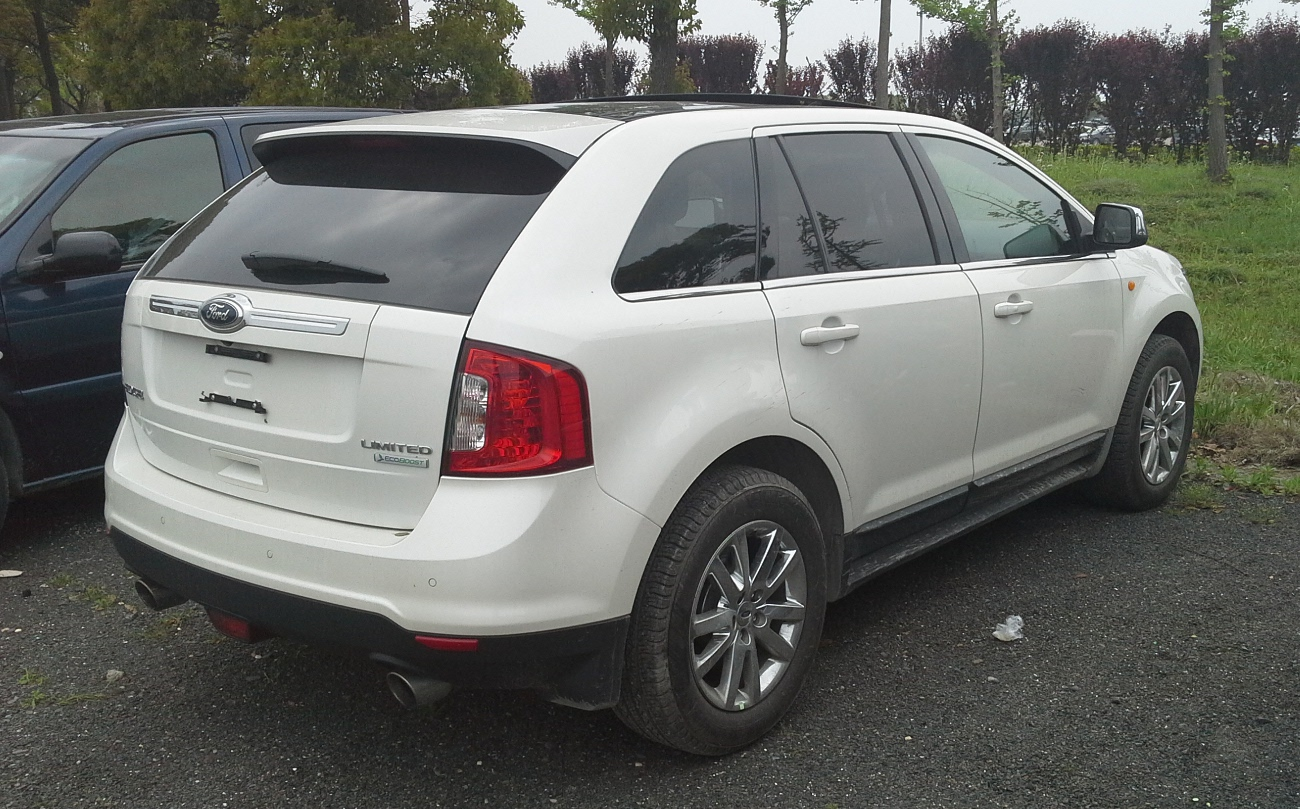
Ford Edge (Chine; lifting)
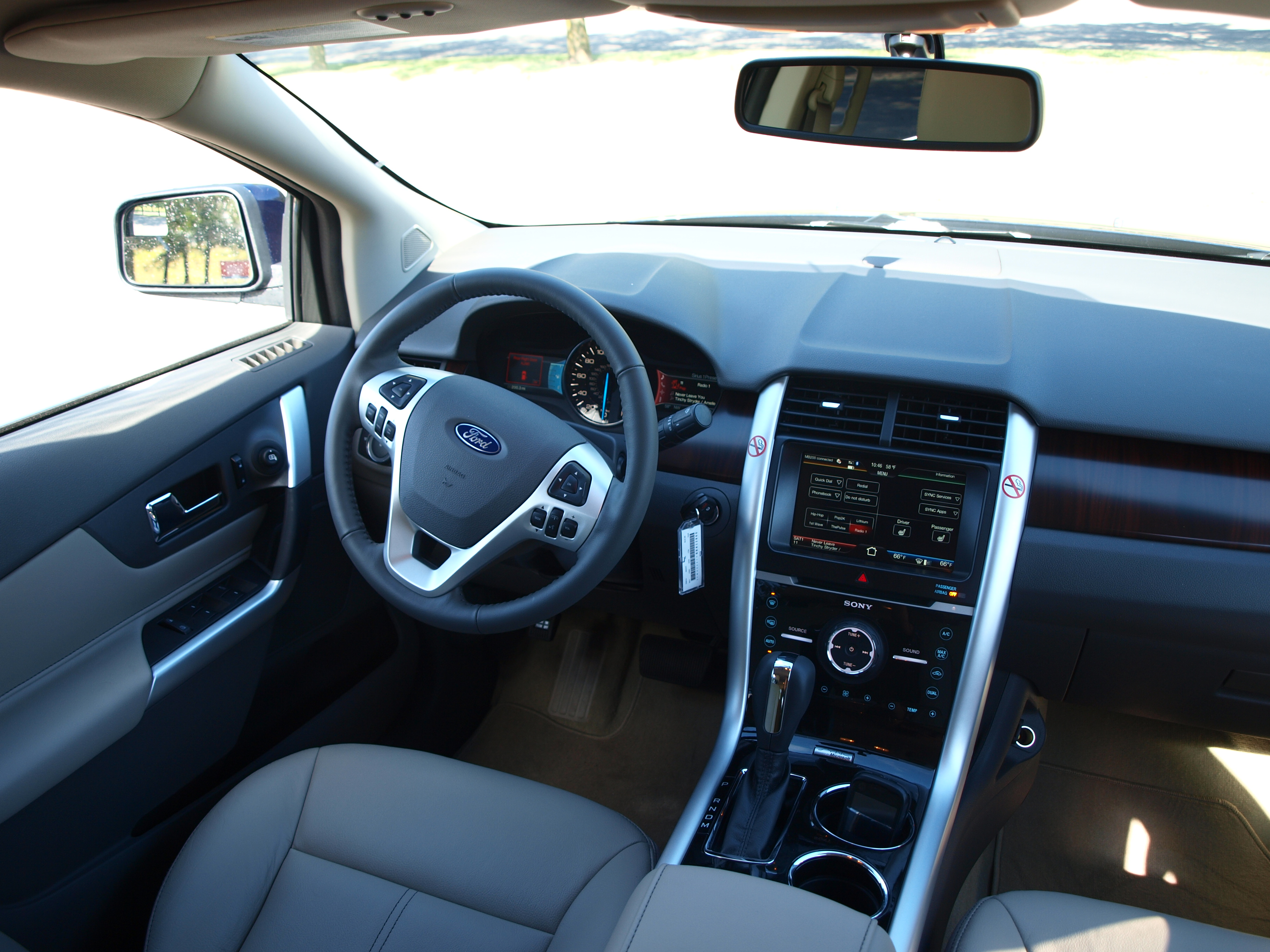
Ford Edge de 2011 avec MyFord Touch

## Deuxième génération (2015)
La seconde génération de Ford Edge apparaît en 2014 pour le millésime 2015. Pour 2015, le Ford Edge est redessiné avec une nouvelle calandre du même style que celle des Taurus et Explorer, nouveaux phares, feux arrière à LED, augmentation de l'espace intérieur et une caméra de recul. Cette génération de l'Edge est livrée avec un EcoBoost standard, le tout nouveau moteur de 2,0 L (seuls la cylindrée et l'espacement des centres d'alésage sont conservés), qui dispose d'un nouveau turbo à double volute pour augmenter les chiffres de couple à bas régime. Contrairement au moteur EcoBoost de 2,0 L de la génération précédente de 2015, il a une capacité de remorquage de 3 500 lb et est disponible avec la traction intégrale. Le moteur de spécification intermédiaire est un V6 de 3,5 L, avec une puissance de sortie légèrement réduite. Le moteur le plus haut de gamme, équipant les modèles Sport, est le nouveau V6 EcoBoost de 2,7 litres à double turbo.
Pour la première fois, Ford a commercialisé l'Edge sur les marchés européens (dans le cadre de la stratégie «One Ford» de l'entreprise); il se trouve au-dessus du Ford Kuga. Les moteurs essence ne sont pas vendus en Europe; à la place, ce marché reçoit l'un ou l'autre des deux moteurs diesel Duratorq turbocompressés utilisés dans d'autres produits de Ford Europe tels que la Ford Mondeo. Les deux moteurs sont couplés de série à un système de traction intégrale ; aucune option pour deux roues motrices n'est disponible. Les deux moteurs sont évalués à 180 ch et 210 ch. La puissance que le client reçoit dépend entièrement du choix de la transmission, la boîte manuelle à six vitesses est couplée de série à l'unité de 180 ch. Une option de transmission automatique à double embrayage PowerShift à six vitesses est disponible, couplée à l'unité de 210 ch.
Le Ford Edge est vendu en Europe en tant que crossover haut de gamme avec uniquement des finitions haut de gamme et des moteurs diesel à des prix 50% plus élevés qu'en Amérique du Nord. En raison des faibles ventes, le modèle a été limité à quelques pays seulement en 2019, les derniers stocks étant vendus début 2021.

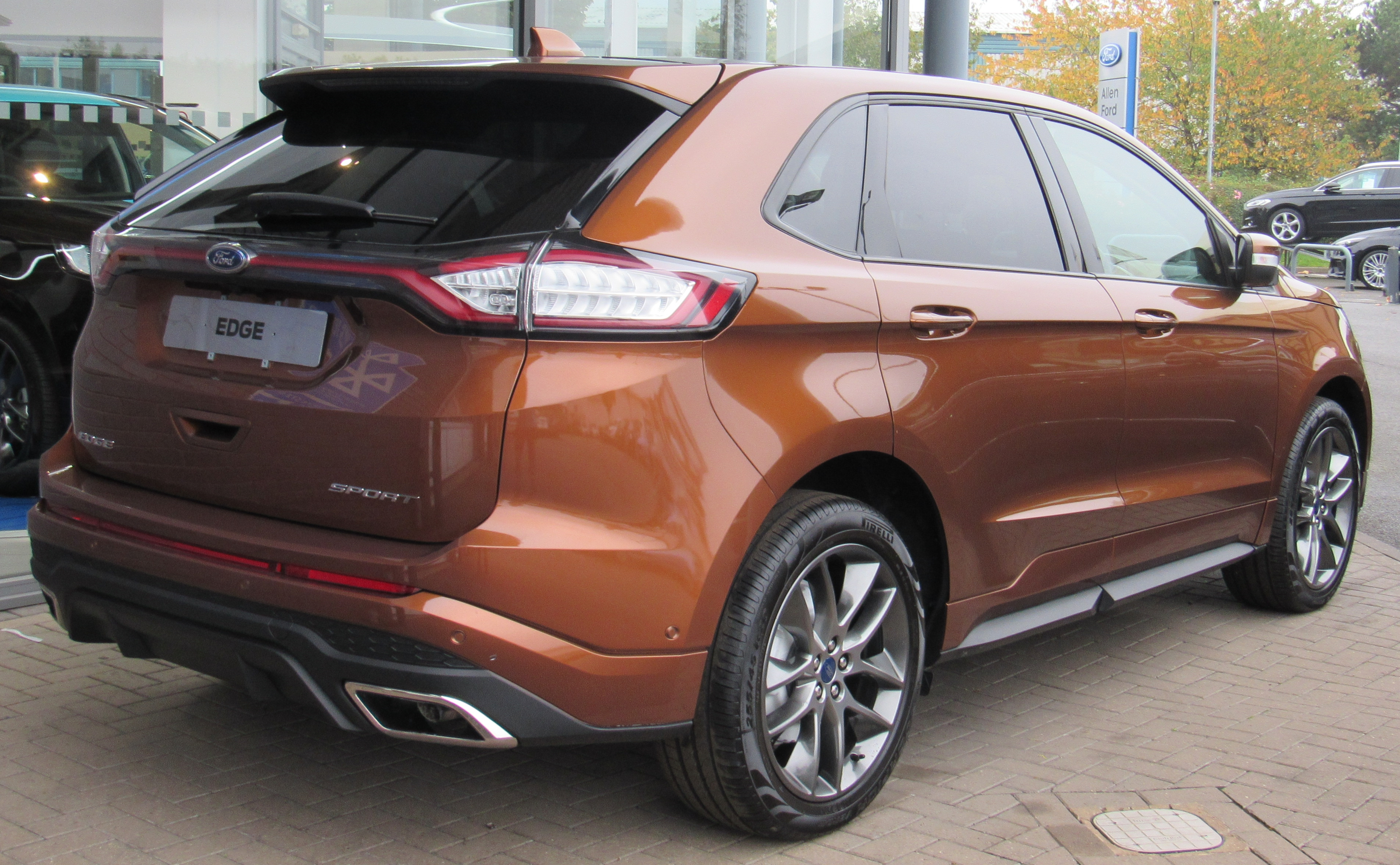
Vue arrière
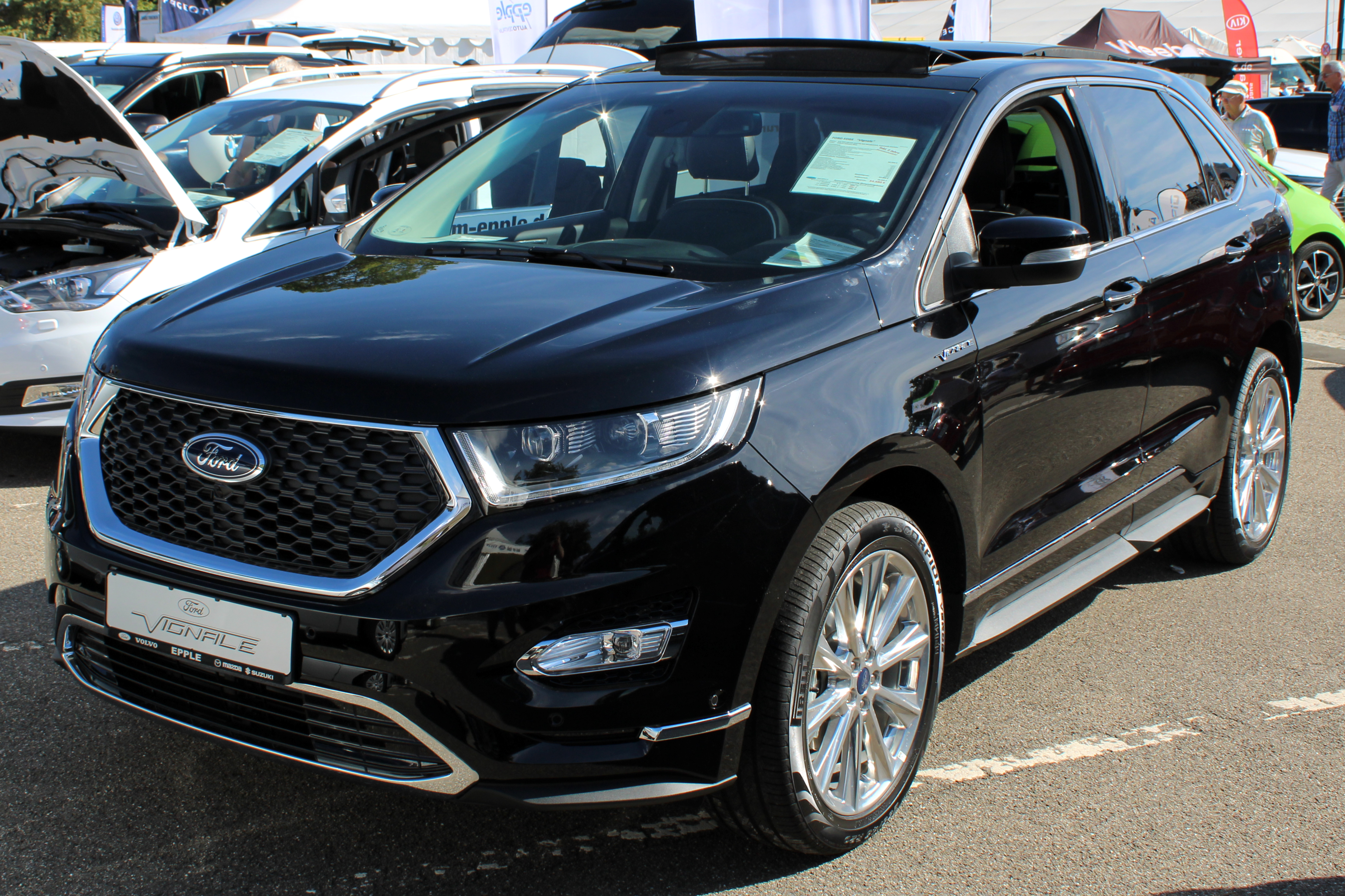
Edge Vignale
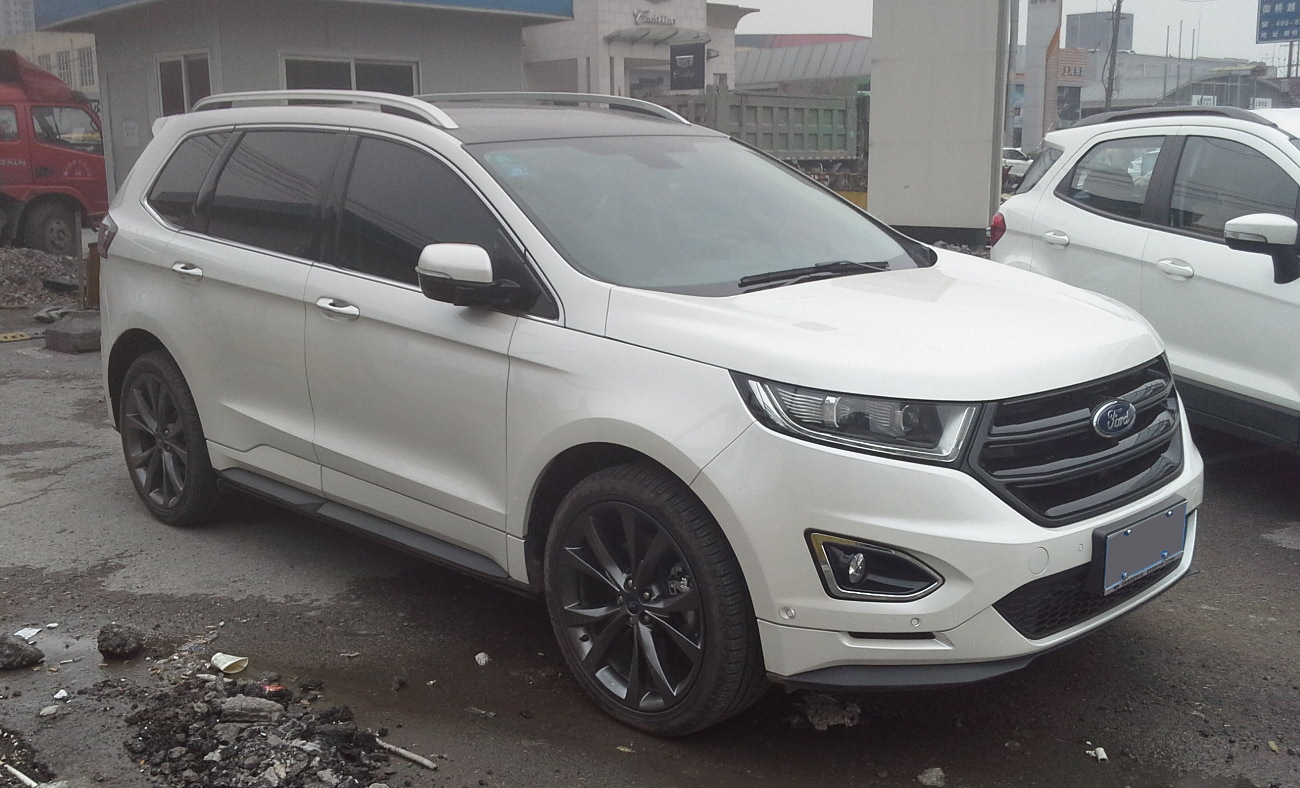
L'Edge plus long avec trois rangées est exclusivement disponible en Chine.
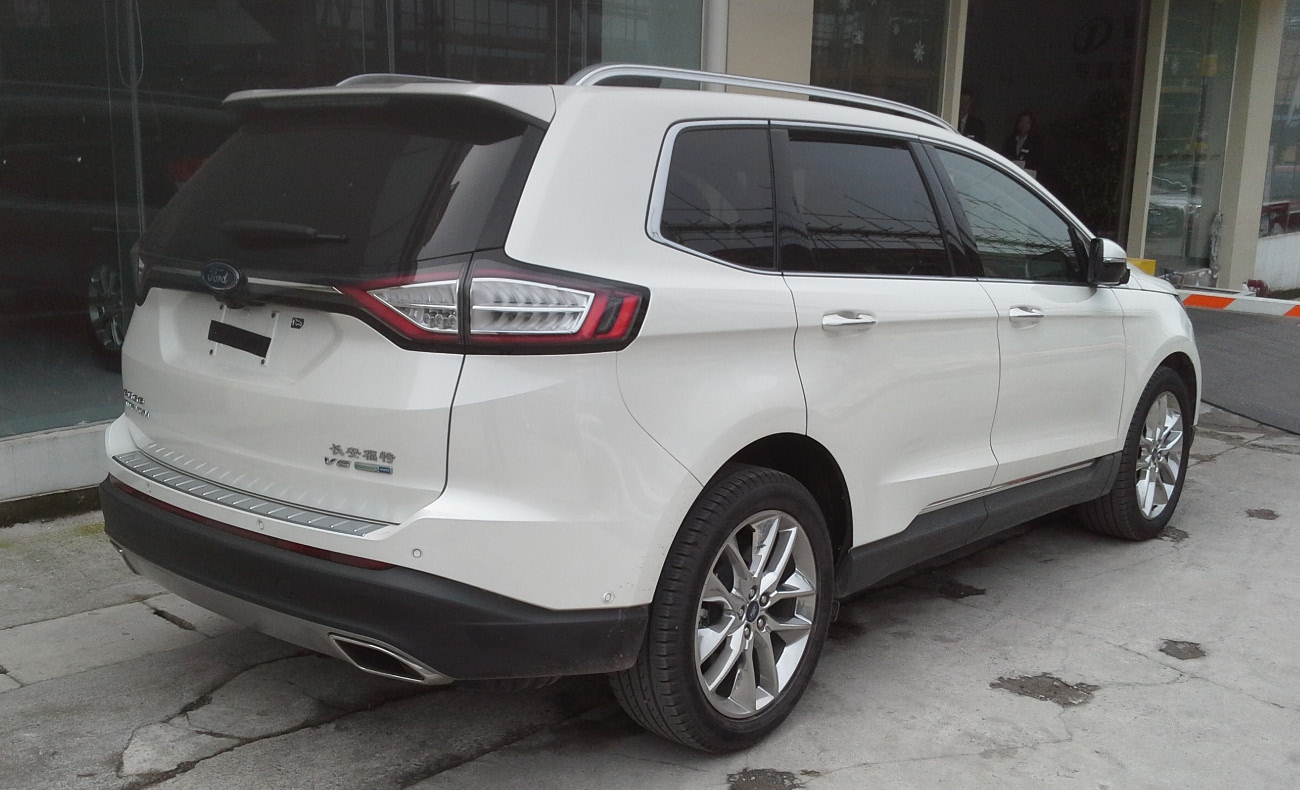
L'Edge à trois rangées, arrière

### Lifting de 2019
En janvier 2018, Ford a annoncé que l'ensemble de la gamme Edge (avec le Lincoln MKX qui a changé de nom) allait recevoir un lifting de milieu de cycle pour 2019. En janvier 2018, la version restylée est présentée au Salon de Détroit, puis en Europe au mois de mars au Salon international de l'automobile de Genève 2018. La nouvelle calandre, qui remplace la calandre à trois barres de Ford par un design similaire à celui du plus grand Ford Explorer, devient hexagonale, les optiques sont redessinées et possèdent une nouvelle signature lumineuse, le bouclier et les feux arrière sont revus, nouvelles options de jantes en alliage d'aluminium pour chaque niveau de finition, nouvelles combinaisons de couleurs extérieures et intérieures et un système de son surround B&O Play à 12 haut-parleurs qui remplace le système Sony existant. L'instrumentation de bord devient digitale et la console centrale comprend un écran tactile de 20 cm avec le système d'info-divertissement SYNC 3. Tous les modèles reçoivent une nouvelle transmission automatique 8F35 de Ford à huit vitesses (avec technologie stop & start automatique), ce qui permet également au moteur quatre cylindres en ligne EcoBoost turbocompressé de 2,0 L de base d'obtenir une augmentation de 5 ch (3,7 kW) et tous les Edge obtiennent une meilleure économie de carburant de l'Agence de protection de l'environnement des États-Unis (EPA).
Avec le lancement du modèle en 2018 en Australie (février 2019 en Nouvelle-Zélande), l'Edge est vendu sous le nom de Ford Endura, et succède au Ford Territory,. En Australie, l'Endura était disponible dans les niveaux de finition Trend, ST-Line et Titanium. En novembre 2020, il a été annoncé que l'Endura serait abandonné en Australie d'ici la fin de l'année. Il avait été abandonné en Nouvelle-Zélande avant cela.
Le Ford Edge de 2019 était offert en neuf couleurs extérieures, dont certaines étaient nouvelles pour 2019.
De plus, l'Edge de 2019 offrait trois nouvelles technologies de sécurité :
- Un système de freinage post-collision (Post-Collision Braking) qui applique une pression de freinage lorsqu'un événement de collision est détecté.
- L'assistance de direction évasive aide les conducteurs à contourner les véhicules arrêtés ou plus lents pour éviter une éventuelle collision.
- Un régulateur de vitesse adaptatif avec aide au maintien dans la voie qui permet au véhicule de maintenir une distance de conduite confortable et aide à réduire le stress pendant les longs trajets.

L'Edge de 2019 a fait ses débuts au Salon international de l'auto de l'Amérique du Nord 2018 à Détroit et a été mis en vente au printemps 2018 en tant que véhicule de l'année modèle 2019.
Pour l'année modèle 2020, la climatisation automatique à deux zones était incluse sur toutes les versions. Cependant, le lecteur CD a été retiré.

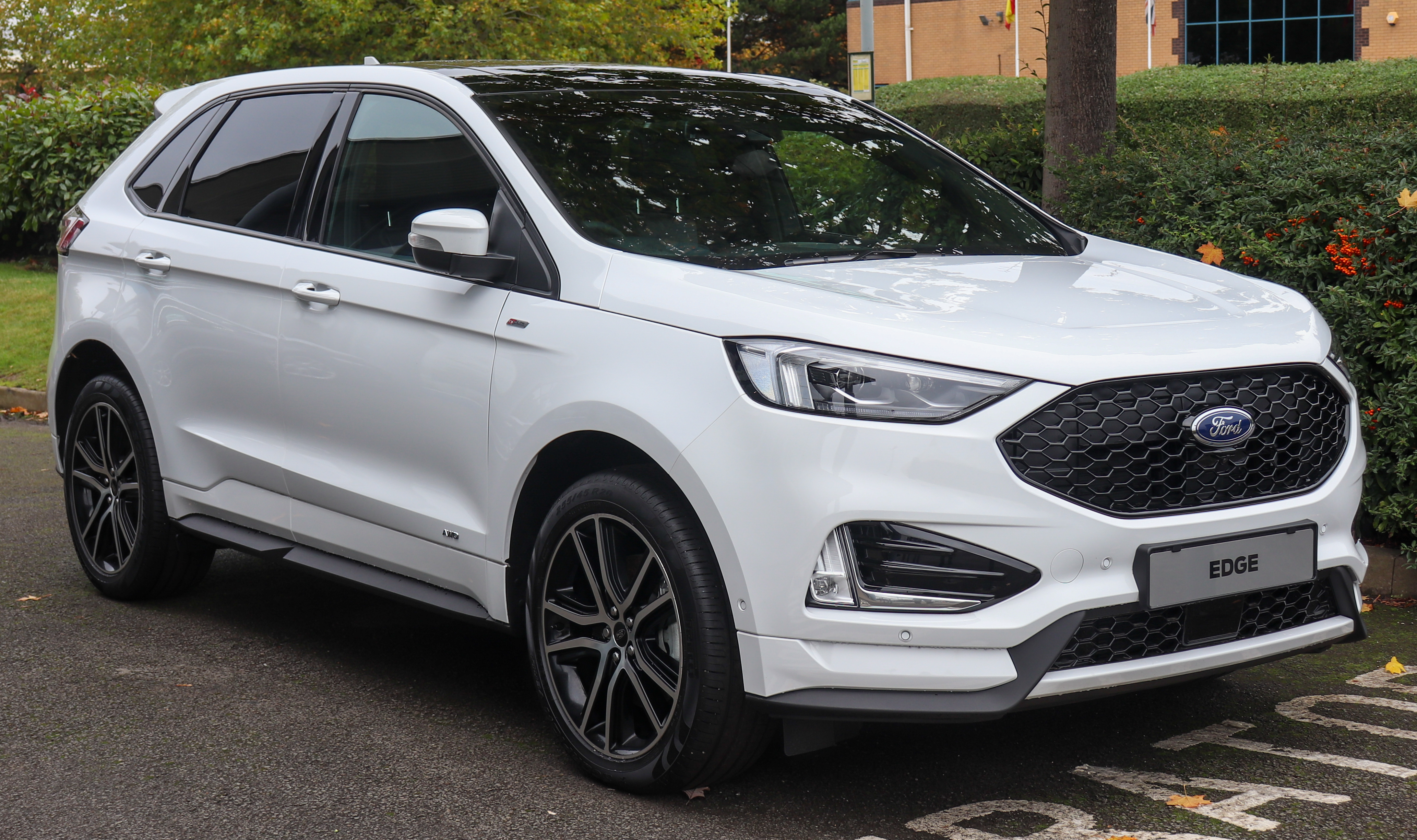
Ford Edge ST-Line de 2019 (Royaume-Uni; lifting)
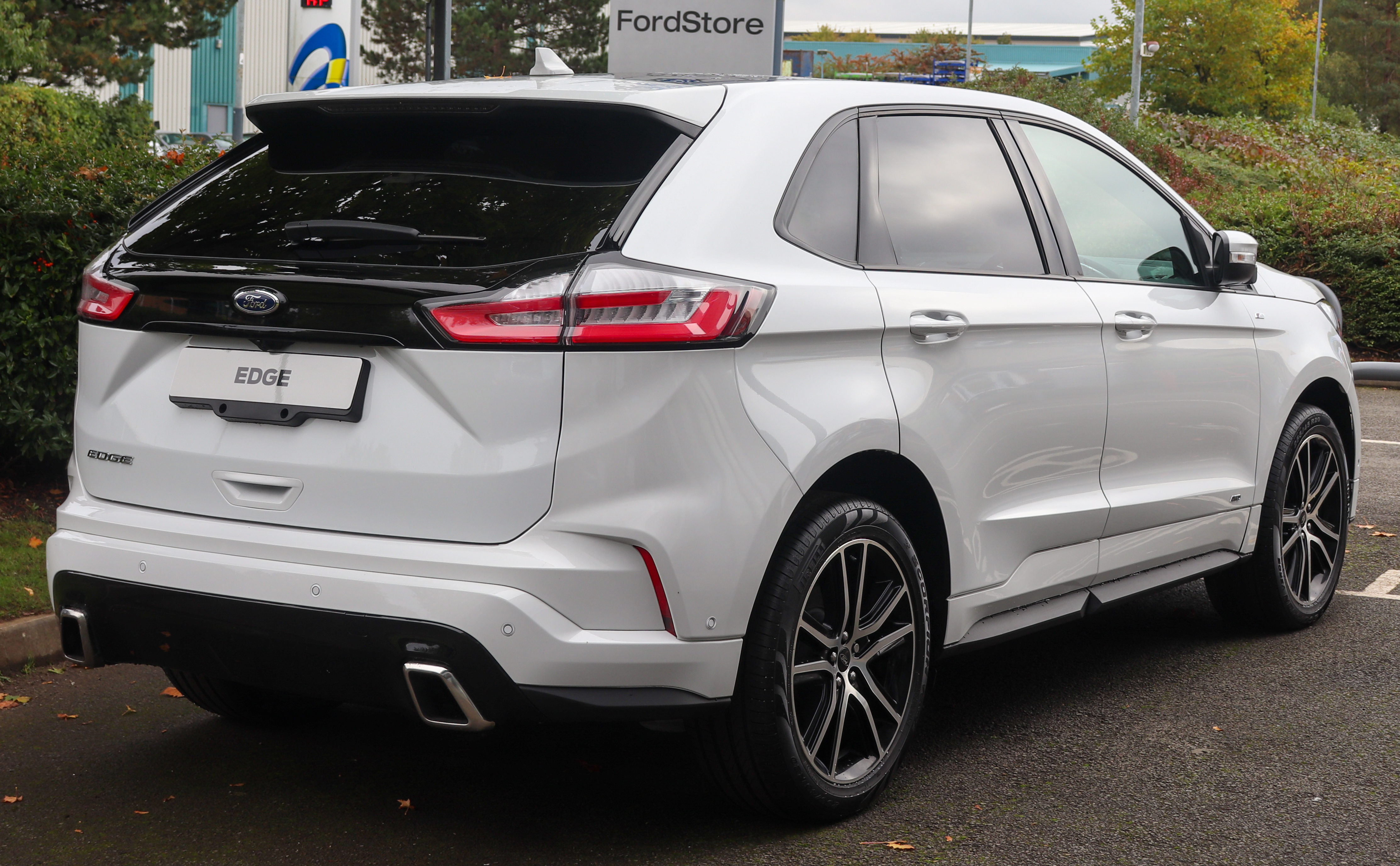
Ford Edge ST-Line de 2019 (Royaume-Uni; lifting)
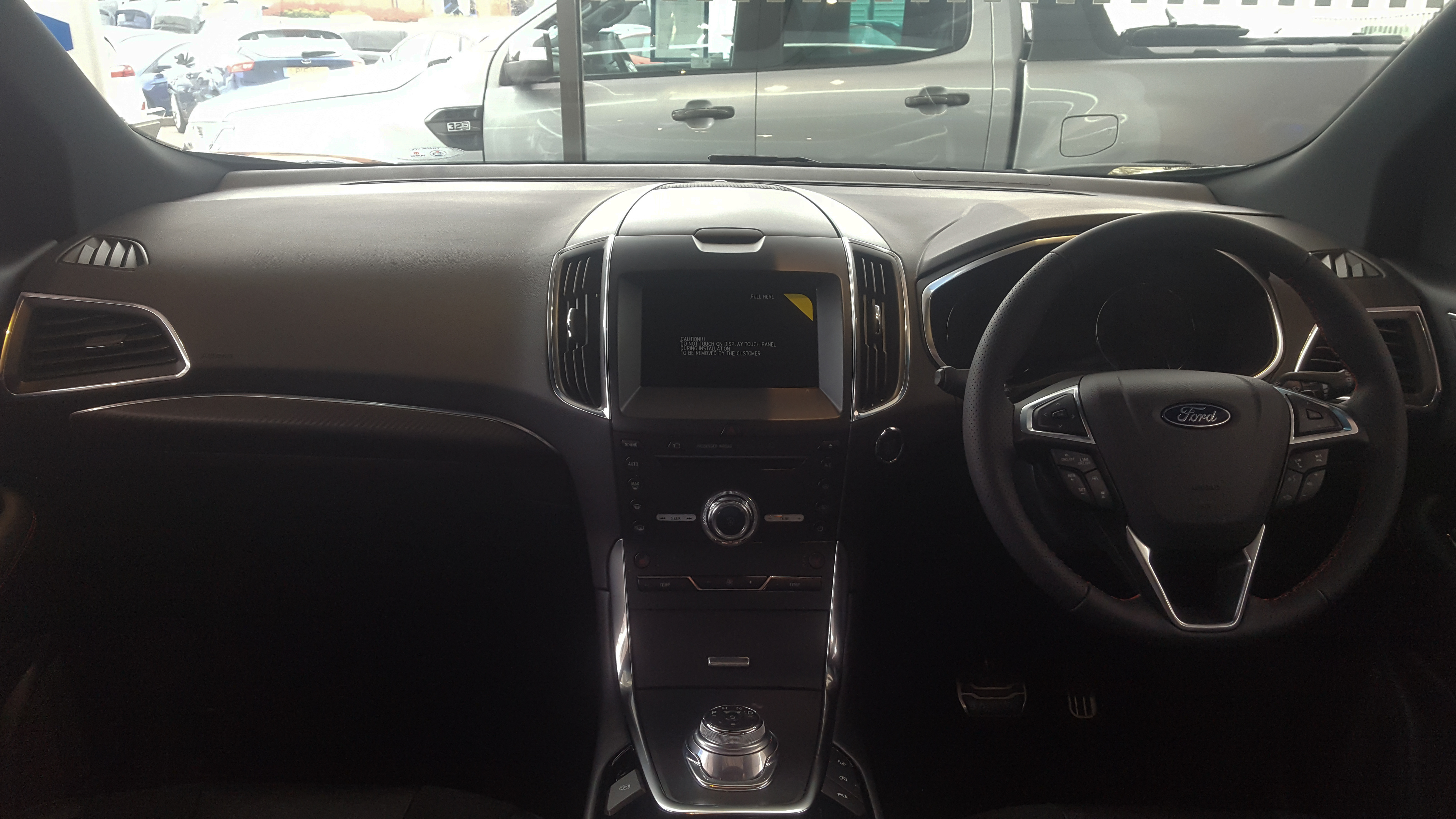
Intérieur (lifting)

### Edge Plus (Chine, lifting de 2021)
En Chine, l'Edge a été restylé en 2019 avec l'Edge du reste du monde tout en recevant un autre lifting pour l'année modèle 2021 exclusivement pour l'Edge chinois à trois rangées appelé Ford Edge Plus. L'Edge Plus présente un extérieur légèrement redessiné et un design intérieur différent. L'intérieur comprend deux nouveaux écrans mesurant 20 et 34 cm de diagonale et un nouveau volant multifonction carré. La console centrale mise à jour abrite à la fois les commandes de climatisation et les bouches d'aération, tandis qu'un couvercle dissimule en dessous une prise de courant, un seul port USB et un chargeur sans fil. L'Edge Plus est propulsé par le précédent moteur 4 cylindres en ligne turbo de 2,0 litres produisant 245 ch (180 kW) et 390 N m, qui est lié à une transmission automatique huit vitesses. La traction avant et la traction intégrale sont proposées.

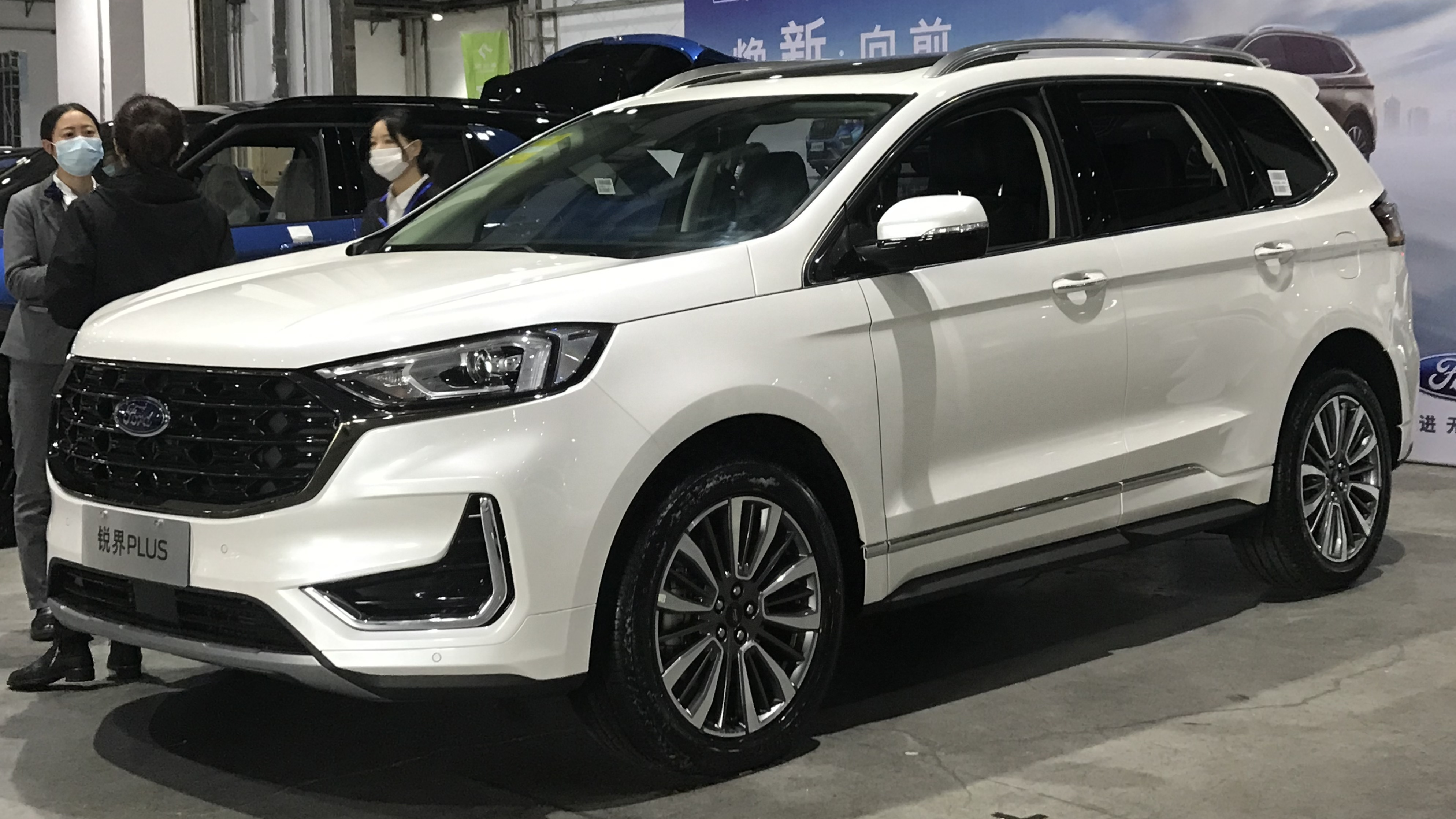
Ford Edge Plus en Chine (lifting de 2021)
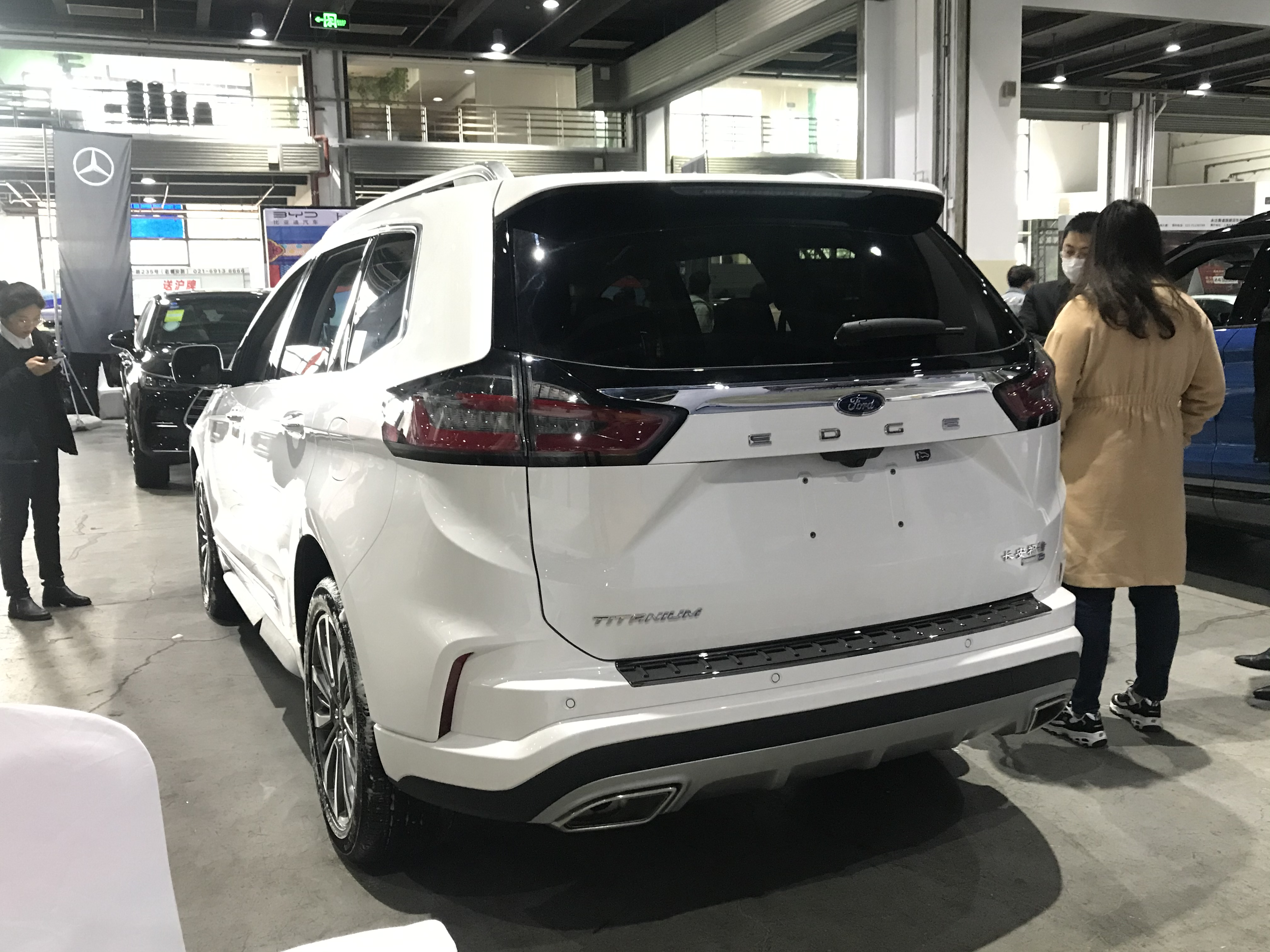
Ford Edge Plus en Chine (lifting de 2021)

### Edge ST

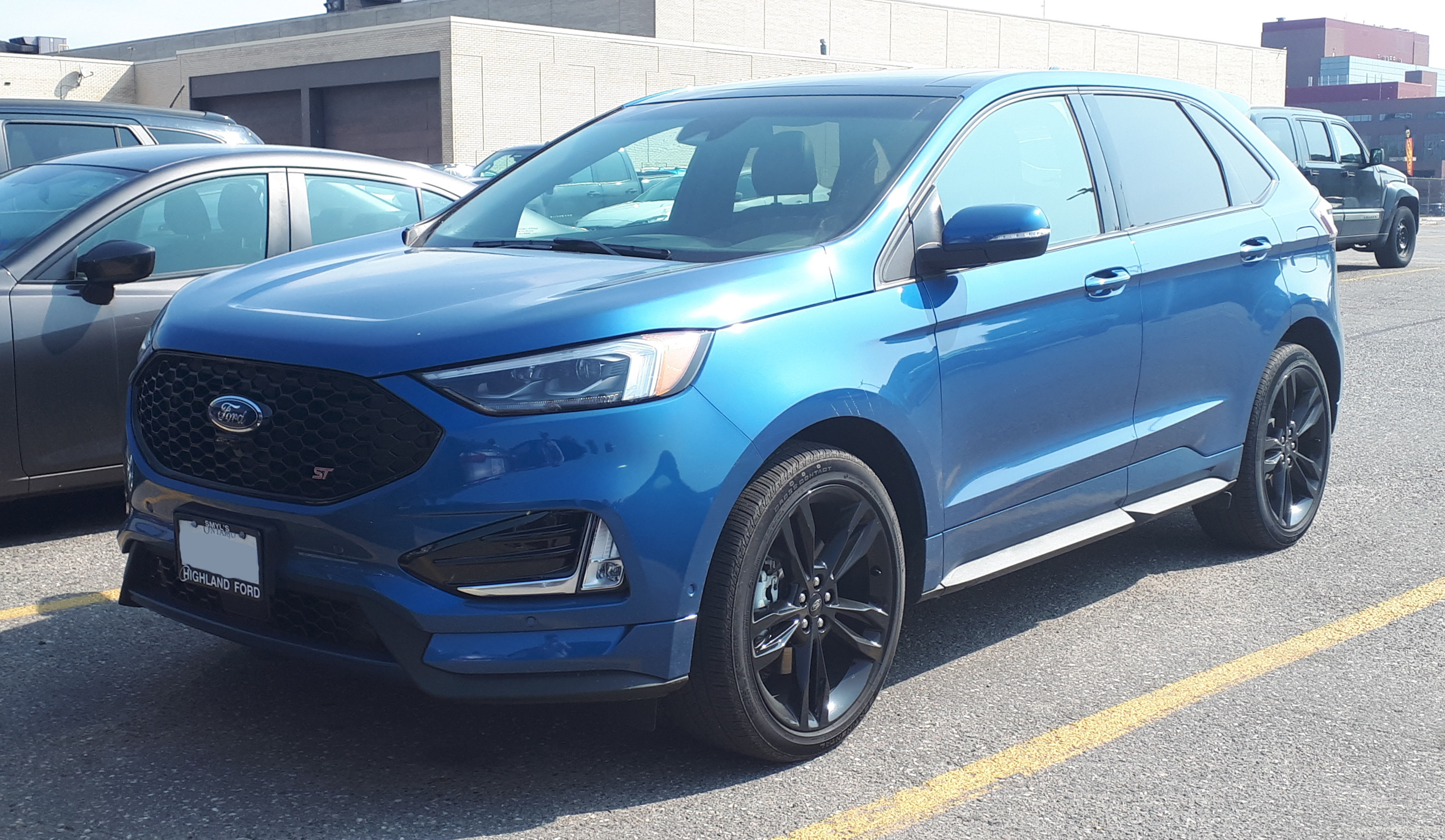
Ford Edge ST (Canada)

Ford a également annoncé qu'un nouveau modèle d'Edge, le ST, serait proposé à la place du Sport en tant que niveau de finition haut de gamme. Il sera équipé d'un moteur V6 EcoBoost à double turbocompresseur de 2,7 L produisant 340 ch (250 kW), une modeste augmentation de 20 ch (15 kW) par rapport au Sport de 2018 qui utilisait le même moteur. Le style du ST comprenait une calandre de style maillage au fini foncé, jantes en alliage d'aluminium et intérieur unique.

### Groupe motopropulseur
| Type                                                               | Année modèle | Puissance                            | Couple                       | Notes                                                                                  |
| ------------------------------------------------------------------ | ------------ | ------------------------------------ | ---------------------------- | -------------------------------------------------------------------------------------- |
| Quatre cylindres en ligne EcoBoost de 1 999 cm3                    | 2015–        | 248 ch (183 kW) à 5 500 tr/min       | 373 N m à 3 000 tr/min       |                                                                                        |
| V6 Duratec 35 de 3 496 cm3                                         | 2015-2018    | 284 ch (209 kW) à 6 500 tr/min       | 339 N m à 4 000 tr/min       |                                                                                        |
| V6 EcoBoost de 2 720 cm3 2,7 L                                     | 2015-2018    | 319 ch (235 kW) à 4 750 tr/min       | 475 N m à 2 750 tr/min       |                                                                                        |
| V6 EcoBoost de 2 720 cm3 2,7 L                                     | 2019–        | 340 ch (250 kW) à 5 550 tr/min       | 515 N m à 3 250 tr/min       |                                                                                        |
| Quatre cylindres en ligne TDCI de 2,0 L (1 966 cm3) (Europe)       | 2016-2018    | 182 ch (134 kW) à 3 500 tr/min       | 400 N m à 2 000–2 750 tr/min | Uniquement disponible avec une transmission manuelle à 6 vitesses                      |
| Quatre cylindres en ligne TDCI de 2,0 L (1 966 cm3) (Europe)       | 2016-2018    | 213 ch (157 kW) à 3 000–4 500 tr/min | 450 N m à 2 000 tr/min       | Uniquement disponible avec une transmission à double embrayage PowerShift à 6 vitesses |
| Quatre cylindres en ligne EcoBlue de 2,0 L (1 966 cm3) (Europe)    | 2018–        | 190 ch (140 kW) à 3 500 tr/min       | 400 N m à 2 000 tr/min       | Uniquement disponible avec une transmission manuelle à 6 vitesses                      |
| Quatre cylindres en ligne EcoBlue de 2,0 L (1 966 cm3) (Australie) | 2018–        | 190 ch (140 kW) à 3 500 tr/min       | 400 N m à 2 000 tr/min       | Uniquement disponible avec une transmission automatique à 8 vitesses                   |
| Quatre cylindres en ligne EcoBlue de 2,0 L (1 966 cm3) (Europe)    | 2018–        | 241 ch (177 kW) à 3 750 tr/min       | 500 N m à 2 000 tr/min       | Uniquement disponible avec une transmission automatique à 8 vitesses                   |

#### Finitions

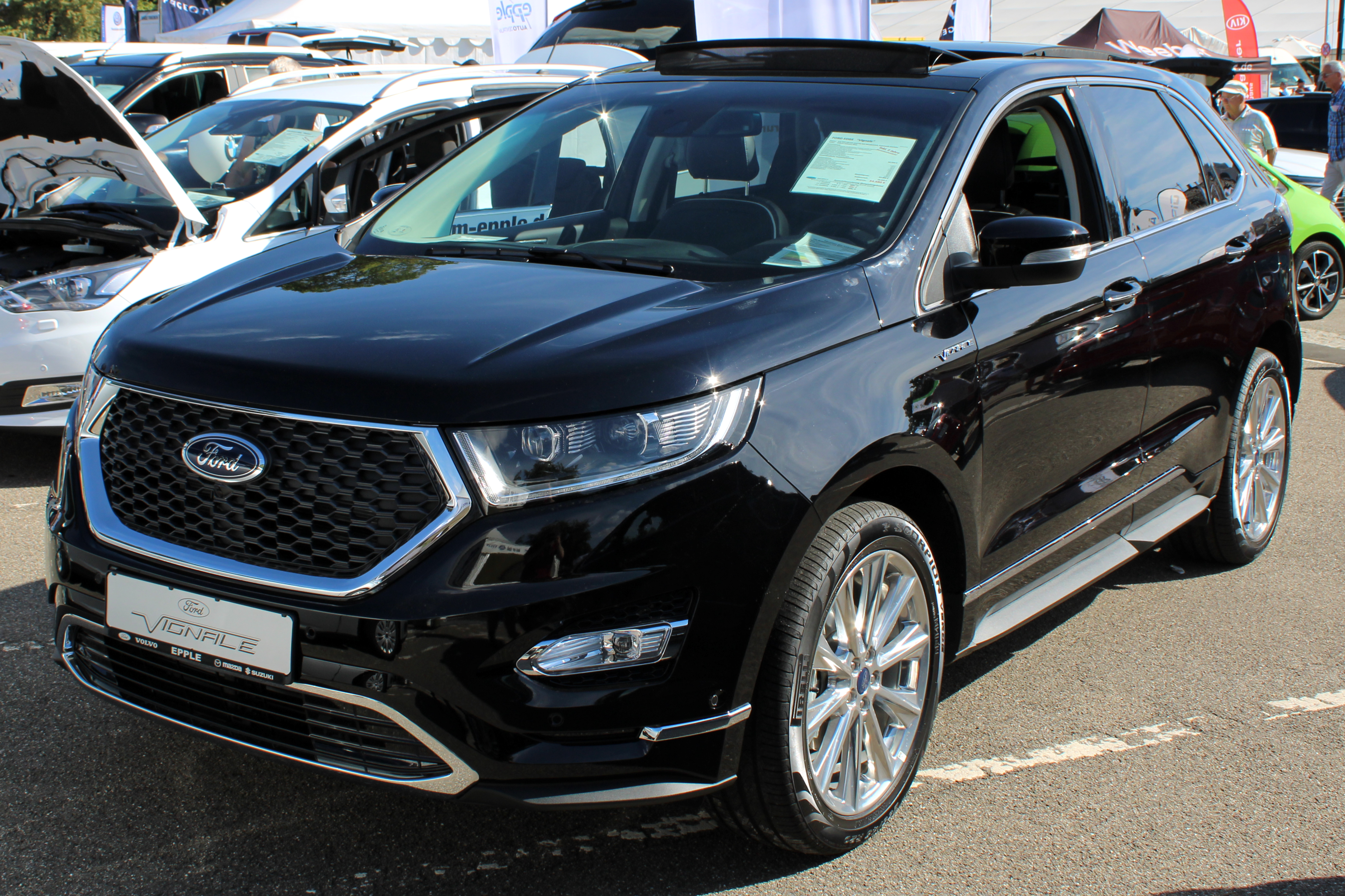
Ford Edge Vignale

Le Ford Edge 2018 reçoit une nouvelle finition ST-Line au look plus sportif comprenant entre autres des jantes 20 pouces, un double échappement ou un pédalier aluminium.
- Trend
- Titanium
- Vignale
- ST Line

### Sécurité
| Global:                     | 5/5 étoiles |
| Frontal conducteur:         | 5/5 étoiles |
| Frontal passager:           | 5/5 étoiles |
| Latéral conducteur:         | 5/5 étoiles |
| Latéral passager:           | 5/5 étoiles |
| Poteau latéral conducteur:  | 5/5 étoiles |
| Tonneau traction intégrale: | 15.4%       |

| Catégorie                                                    | Note        |
| ------------------------------------------------------------ | ----------- |
| Décalage frontal avec chevauchement modéré                   | Bien        |
| Décalage frontal avec petit chevauchement (2015–aujourd'hui) | Acceptable1 |
| Impact latéral                                               | Bien        |
| Résistance du toit                                           | Bien2       |

1 structure du véhicule classée «Bien»
2 rapport résistance/poids: 5.11

## Ventes
| Année civile | États-Unis | Chine   | Europe |
| ------------ | ---------- | ------- | ------ |
| 2006         | 2 202      |         |        |
| 2007         | 130 125    |         |        |
| 2008         | 110 798    |         |        |
| 2009         | 88 548     |         |        |
| 2010         | 118 637    |         |        |
| 2011         | 121 702    |         |        |
| 2012         | 127 969    |         |        |
| 2013         | 129 109    |         |        |
| 2014         | 108 864    |         |        |
| 2015         | 124 120    | 65 152  |        |
| 2016         | 134 588    | 123 690 | 9 300  |
| 2017         | 142 603    | 108 525 | 16 000 |
| 2018         | 134 122    | 59 892  | 9 500  |
| 2019         | 138 515    | 32 815  | 8 644  |
| 2020         | 108 886    | 25 709  | 3 722  |